# 강다영
강다영(1986년 11월 25일 ~ )은 대한민국의 가수 겸 뮤지컬 배우이다.

## 이력
1986년 대한민국 서울특별시에서 출생했으며 2008년 뮤지컬 배우로 첫 데뷔를 하였고 2014년에는 트로트 걸그룹 "미쓰트로트"의 멤버로 가요계에도 데뷔를 하였으며 이듬해인 2015년에는 또 다른 트로트 걸그룹 "에이플러스"의 멤버로 가수활동을 계속 이어가고 있다. 요즘에는 각종 재연 프로그램에서도 종종 출연하는 편이다.

## 학력
- 서울예술대학 연극학과 전문학사
- 단국대학교 연극영화학과 학사
- 단국대학교 문화예술대학원 석사

## 출연 작품

### 뮤지컬
- 2008년 10월 11일 ~ 10월 12일 《그리스로마신화 - 판도라의 선물》

### TV 프로그램
- 2013년 ~ 2016년 채널A 《천 개의 비밀 어메이징 스토리》 - 각종 단역
- 2014년 ~ 현재 MBN 《기막힌 이야기 실제상황》 - 각종 단역
- 2014년 ~ 2016년 TV조선 《이것은 실화다》 - 각종 단역
- 2016년 ~ 현재 채널A 《천일야史》 - 각종 단역

## 수상
- 2012년 한류홍보미인대회 재능상